# Nousseviller-lès-Bitche
Nousseviller-lès-Bitche är en kommun i departementet Moselle i regionen Grand Est (tidigare regionen Lorraine) i nordöstra Frankrike. Kommunen ligger i kantonen Volmunster som tillhör arrondissementet Sarreguemines. År 2022 hade Nousseviller-lès-Bitche 155 invånare.

## Befolkningsutveckling
Antalet invånare i kommunen Nousseviller-lès-Bitche
| Referens: INSEE |